# Карякин, Сергей Александрович
Серге́й Алекса́ндрович Каря́кин (род. 12 января 1990, Симферополь[…]) — российский (ранее — украинский) шахматист, гроссмейстер (2003), государственный и политический деятель. Претендент на звание чемпиона мира (2016), чемпион мира по рапиду (2012) и блицу (2016), двукратный победитель командного чемпионата мира в составе сборной России (2013, 2019). Обладатель Кубка мира 2015, финалист Кубка мира 2021. С 12 сентября 2024 года — сенатор Российской Федерации, вошёл в Комитет Совета Федерации по социальной политике. Член партии «Единая Россия».
Карякин быстро стал одним из лучших шахматистов своего возраста. В 2003 году в возрасте 12 лет и 7 месяцев стал самым молодым гроссмейстером в истории, был внесён в Книгу рекордов Гиннесса. Удерживал рекорд почти 20 лет.
В 2004 году выиграл олимпиаду в составе сборной Украины, в 2010—2018 годах становился призёром, играя за сборную России. В 2009 году стал гражданином РФ, с 2010 года — членом сборной России.
В 2014 году стал бронзовым призёром турнира претендентов. В 2016 году занял 1-е место на турнире претендентов, заработав путёвку на матч с Магнусом Карлсеном, который проиграл на тай-брейке. На турнире претендентов 2018 занял 3-е место.
В 2021 году дошёл до финала Кубка мира и квалифицировался на следующий турнир претендентов, но из-за своей поддержки российского вторжения на Украину был дисквалифицирован на 6 месяцев, после чего отказался играть в международных турнирах под нейтральным флагом.
В последнее время продолжает выступать в международных турнирах на территории России, ведёт активную общественную деятельность и поддерживает развитие детских шахмат. В феврале 2023 года избран президентом Федерации шахмат Подмосковья. Член Общественной палаты Российской Федерации VI состава.

## Биография

### Детство
Родился 12 января 1990 года в Симферополе. Отец — Карякин Александр Иванович, предприниматель, заслуженный тренер Украины по шахматам, с 2017 года директор Симферопольской шахматно-шашечной школы, мать Татьяна — программист.
Карякина быстро стали называть вундеркиндом в шахматах. Он научился играть в 5 или 6 лет — однажды по телевизору услышал фразу «даже пешка может стать ферзём» — мать объяснила ему её значение, а отец научил играть в шахматы. Уже с пяти лет Карякин уделял шахматам по 6 часов в день. В детстве Карякин кроме шахматных кружков посещал другие — изучал английский язык и программирование, ходил в секции дзюдо, тенниса, пинг-понга, плавания и акробатики.
С 4-го класса перешёл на домашнее обучение. Для занятий шахматами посещал симферопольский Дворец пионеров. Отца Карякин стал быстро обыгрывать, поэтому его следующим тренером стал Юрий Загнитко, который отметил потенциал Карякина с первых занятий. Самостоятельно Карякин любил изучать партии Александра Алехина.
Карякин стал одним из лучших в мире среди шахматистов своего возраста:
- Чемпион Европы до 10 лет[англ.] (1999, 1-е место)[11];
- Чемпионат мира до 10 лет (2000, 4-е место)[12];
- Чемпионат мира до 12 лет (2001, 1-е место)[13];
- Чемпионат Европы до 12 лет (2001, 5-е место).

### Титул гроссмейстера

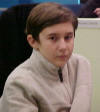
В 2004 году

Карякин выполнил гроссмейстерские нормы на турнирах 2002 года — Аэрофлот Опен в Москве и двух международных турнирах в Алуште и Судаке. 20 августа 2002 года выполнил последнюю норму в Судаке и стал самым молодым гроссмейстером в истории, побив более чем на год рекорд Бу Сянчжи (13 лет и 10 месяцев). Карякин на тот момент имел рейтинг 2523, позже стал одним из секундантов чемпиона мира по версии ФИДЕ Руслана Пономарёва. Был внесён в Книгу рекордов Гиннесса (лично отправил письмо, ему пришло подтверждение) и удерживал рекорд до 2021 года, когда его побил индийский вундеркинд Абхиманью Мишра (12 лет, 4 месяца и 25 дней).
И Карякин, и Мишра подверглись критике за те методы, к которым им приходилось прибегать, чтобы получить титул. В 2002 году Карякина пригласили в одну из лучших шахматных школ Украины — клуб имени А. В. Момота в Краматорске, который воспитал Руслана Пономарёва, Анну Ушенину, Антона Коробова, Наталью Здебскую, Екатерину Лагно и других известных гроссмейстеров. Как отмечала The New York Times, «клуб начал выпускать чемпионов и гроссмейстеров со скоростью конвейера» — 3 из 10 самых молодых гроссмейстеров в мире занимались в нём. Карякин быстро стал звездой клуба и имел тесные связи с его руководством.

В августе 2002 года победителем турнира, где Карякин выполнил норматив гроссмейстера, стал Василий Малинин — у него было преимущество по турнирным очкам, поэтому, по заявлению The New York Times, он якобы согласился специально проиграть Карякину. Сам Карякин отрицал, что играл постановочные партии.
[Event "Sudak UKR"]
[Site "Sudak UKR"]
[Date "2002.08.07"]
[EventDate "2002.08.02"]
[Round "7"]
[Result "1-0"]
[White "Sergey Karjakin"]
[Black "Vasily Borisovich Malinin"]
[ECO "C45"]
[WhiteElo "2523"]
[BlackElo "2434"]
[PlyCount "39"]
1. e4 Nc6 2. d4 e5 3. Nf3 exd4 4. Nxd4 Qh4 5. Nc3 Bb4 6. Be2
Nf6 7. O-O Bxc3 8. Nf5 Qxe4 9. Bd3 Qg4 10. f3 Qa4 11. bxc3 O-O
12. Nxg7 Kxg7 13. Bh6+ Kxh6 14. Qd2+ Kh5 15. g4+ Nxg4
16. fxg4+ Qxg4+ 17. Kh1 d6 18. Rf6 Qg5 19. Be2+ Bg4 20. Bxg4+
1-0

### Дальнейшая карьера (2003—2015)

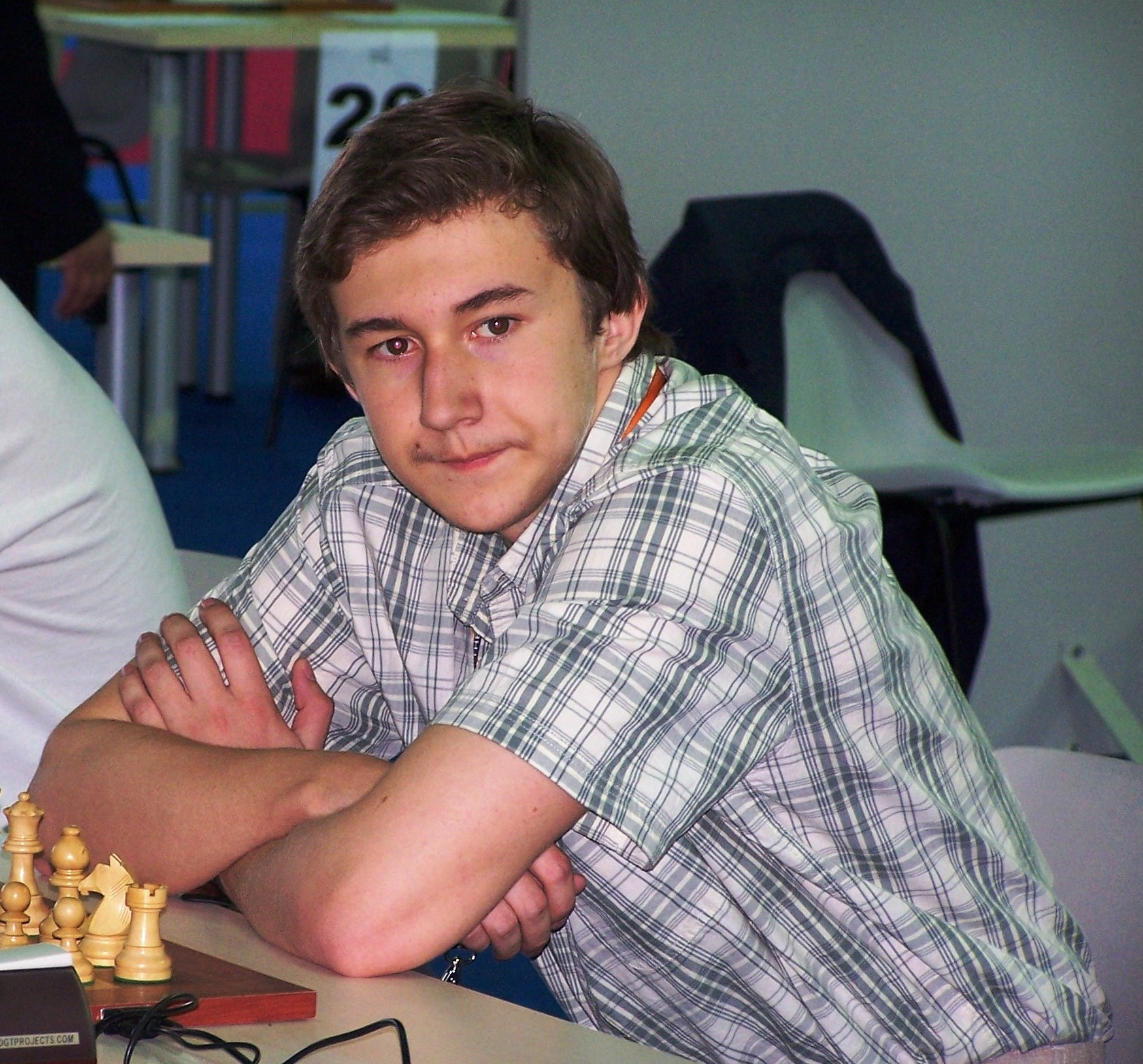
В 2006 году

В 2003 году выиграл матч из 6 партий у вице-чемпионки мира Александры Костенюк со счётом 4-2, в 2004 году разделил 2-10 места на чемпионате Украины. Стал чемпионом Олимпиады 2004 в составе сборной Украины. В 2005 году выиграл Corus Chess B в Вейк-ан-Зее. В августе 2006 года выиграл матч в составе команды «Восходящих звёзд» против «Опытных». Участник Олимпиады 2006 в составе сборной Украины.
На Кубке мира 2007 дошёл до полуфинала, в котором проиграл Алексею Широву. В январе 2008 года Карякин преодолел рейтинг 2700. На Олимпиаде 2008 сборная Украины с участием Карякина была в лидерах, но заняла 4-е место. В июле Карякин выиграл матч по быстрым шахматам у Найджела Шорта со счётом 7½—2½.
С 2009 года проживает в Москве, 25 июля указом президента России Дмитрия Медведева стал гражданином РФ, с 2010 года — членом сборной России. Карякин объясняет своё решение отсутствием перспектив развития в Крыму и тем, что всегда считал себя русским. За 2 года поднялся в первую десятку рейтинга ФИДЕ, после переезда занимался с Юрием Дохояном и Александром Мотылёвым.
Главная причина такого шага — отсутствие на Украине возможности для полноценных тренировок и, как следствие, туманные перспективы роста. А мне хотелось бы стать чемпионом мира.

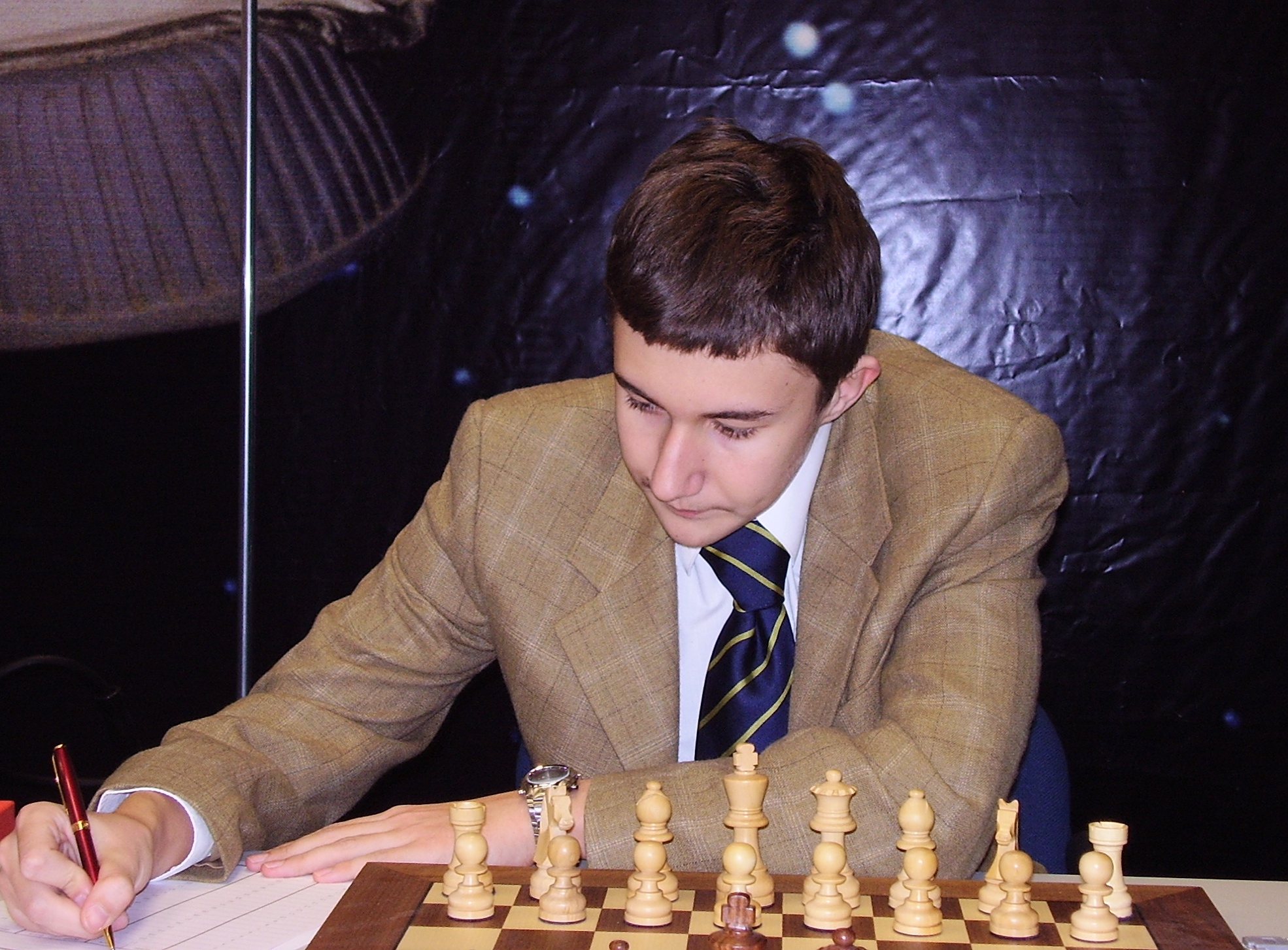
В 2006 году

В 2009 году выиграл Tate Steel. Серебряный призёр Олимпиады 2010 в составе сборной России — получил первый индивидуальный приз на 4-й доске (8 из 10, +6−0=4). В мае 2010 года выиграл Кубок мира по рапиду, победив в финале Дмитрия Яковенко со счётом 4—3.
В июне 2011 года разделил 1-2 места c Магнусом Карлсеном на Kings Tournament в Медиаше — после турнира Карякин набрал максимальный в своей карьере рейтинг 2788 и занял 4-е место в мире. В ноябре разделил 2-4 места с Василием Иванчуком и Яном Непомнящим на Мемориале Таля в Москве.
Летом 2012 года стал чемпионом мира по рапиду. На Олимпиаде 2012 в составе сборной России разделил 1-3 места. Выиграл 2-й этап Гран-при ФИДЕ 2012/2013 в Ташкенте с результатом 6½ из 11 (+3−1=7). В 2012 году стал чемпионом России в составе клубной команды «Томск-400», показав лучший результат на 1-й доске. Чемпион России в составе команды «Малахит» (2014).

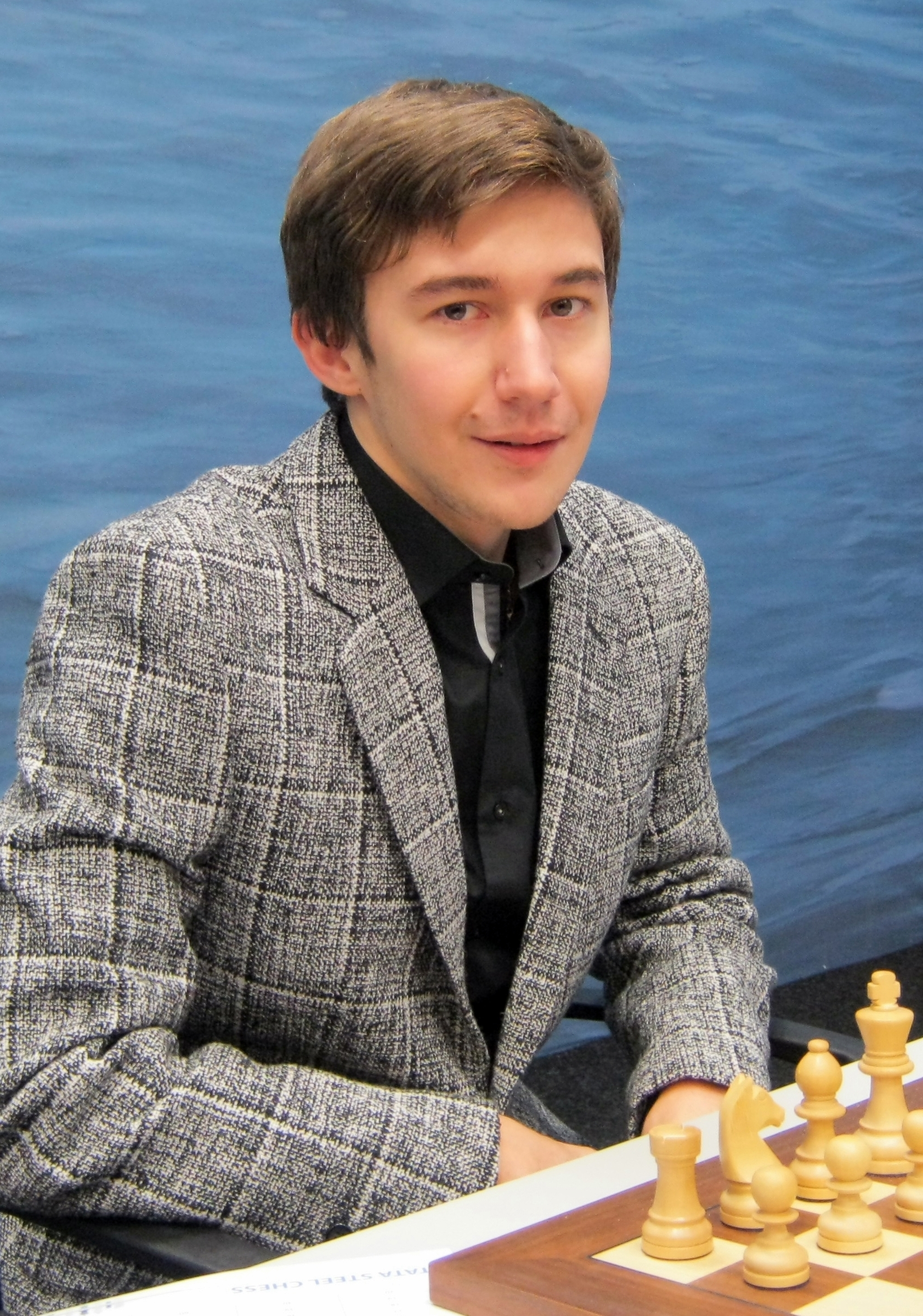
На Tata Steel 2012

Выиграл Norway Chess 2013 с результатом 6 из 9 (+5-2=2) и Norway Chess 2014, набрав столько же очков (+4−1=4). В турнирах участвовали гроссмейстеры из первой десятки рейтинга ФИДЕ.
В 2013 году удачно выступил на Интеллектуальных играх в Пекине. В 2013 году окончил Российский государственный социальный университет по специальности «социальная педагогика». В конце года выиграл командный чемпионат мира — выступал на 2-й доске и занял 2-е место в личном зачёте. Летом 2014 года стал призёром олимпиады в составе сборной России.
С результатом 7½ очков из 14 (+3−2=9) занял 2-е место на турнире претендентов 2014. В 8-м туре Карякин уверенно отбил атаку Петра Свидлера и смог победить.
С результатом 7 очков из 11 (+3−0=8) стал серебряным призёром чемпионата России 2015.
Одержал победу на Кубке мира 2015, обыграв в финале на тай-брейке Свидлера. Карякин проиграл первые две партии, но благодаря грубой ошибке соперника выиграл третью, после — четвёртую. Все 10 партий закончились результативно.

### 2017—2022
Занял 4-е место на Мемориале Гашимова 2017. Во время турнира выиграл в 30 ходов у чемпиона мира по версии ФИДЕ Веселина Топалова — на 23-м ходу мог отвести ферзя, но решил его пожертвовать ради форсированного мата.
[Event "Vugar Gashimov Mem 2017"]
[Site "Shamkir AZE"]
[Date "2017.04.25"]
[Round "5.4"]
[White "Karjakin, Sergey"]
[Black "Topalov, V."]
[Result "1-0"]
[WhiteElo "2783"]
[BlackElo "2741"]
[Variant "Standard"]
[TimeControl "-"]
[ECO "B12"]
[Opening "Caro-Kann Defense: Advance Variation, Botvinnik-Carls Defense"]
[Termination "Normal"]
[Annotator "lichess.org"]
1. e4 c6 2. d4 d5 3. e5 c5 { B12 Caro-Kann Defense: Advance Variation, Botvinnik-Carls Defense } 4. dxc5 e6 5. a3 Bxc5 6. Nf3 Ne7 7. Bd3 Ng6 8. O-O Nc6 9. b4 Bb6 10. Bb2 Nf4 11. c4 Nxd3 12. Qxd3 dxc4 13. Qxc4 Ne7?! { (0.32 → 0.92) Inaccuracy. O-O was best. } (13... O-O) 14. Nc3 Bd7 15. Qg4 Bc6 16. Rad1 Qc7 17. Ng5 Qxe5 18. b5 h5 19. Qh4 Bxb5? { (0.95 → 2.34) Mistake. Ng6 was best. } (19... Ng6 20. Qg3 Qxg3 21. hxg3 Bd7 22. Nce4 f6 23. Bxf6 gxf6 24. Nxf6+ Ke7 25. Nxd7 Rhd8 26. Nxb6) 20. Rfe1 Qf5 21. Nxb5 Qxb5?? { (2.43 → 7.93) Blunder. O-O was best. } (21... O-O) 22. Bxg7 Nf5 23. Nxe6 fxe6 24. Rxe6+ Kf7 25. Qf6+?! { (10.95 → 7.04) Inaccuracy. Qg5 was best. } (25. Qg5) 25... Kg8 26. Bxh8 Bxf2+ 27. Kh1 Qa4? { (8.89 → Mate in 8) Checkmate is now unavoidable. Bd4 was best. } (27... Bd4 28. Qg5+ Kxh8 29. Rh6+ Nxh6 30. Qxb5 Bf6 31. Qxh5 Bg7 32. g4 Kg8 33. Rd7 Rf8 34. Rxb7) 28. Red6? { (Mate in 8 → 8.93) Lost forced checkmate sequence. Rd8+ was best. } (28. Rd8+ Rxd8 29. Qxd8+ Kh7 30. Be5 Qd1+ 31. Qxd1 Ng3+ 32. Bxg3 Kg8 33. Qd8+ Kg7 34. Qd7+ Kg8) 28... Rf8 29. Qg6+ Kxh8 30. Rd7 { Black resigns. } 1-0

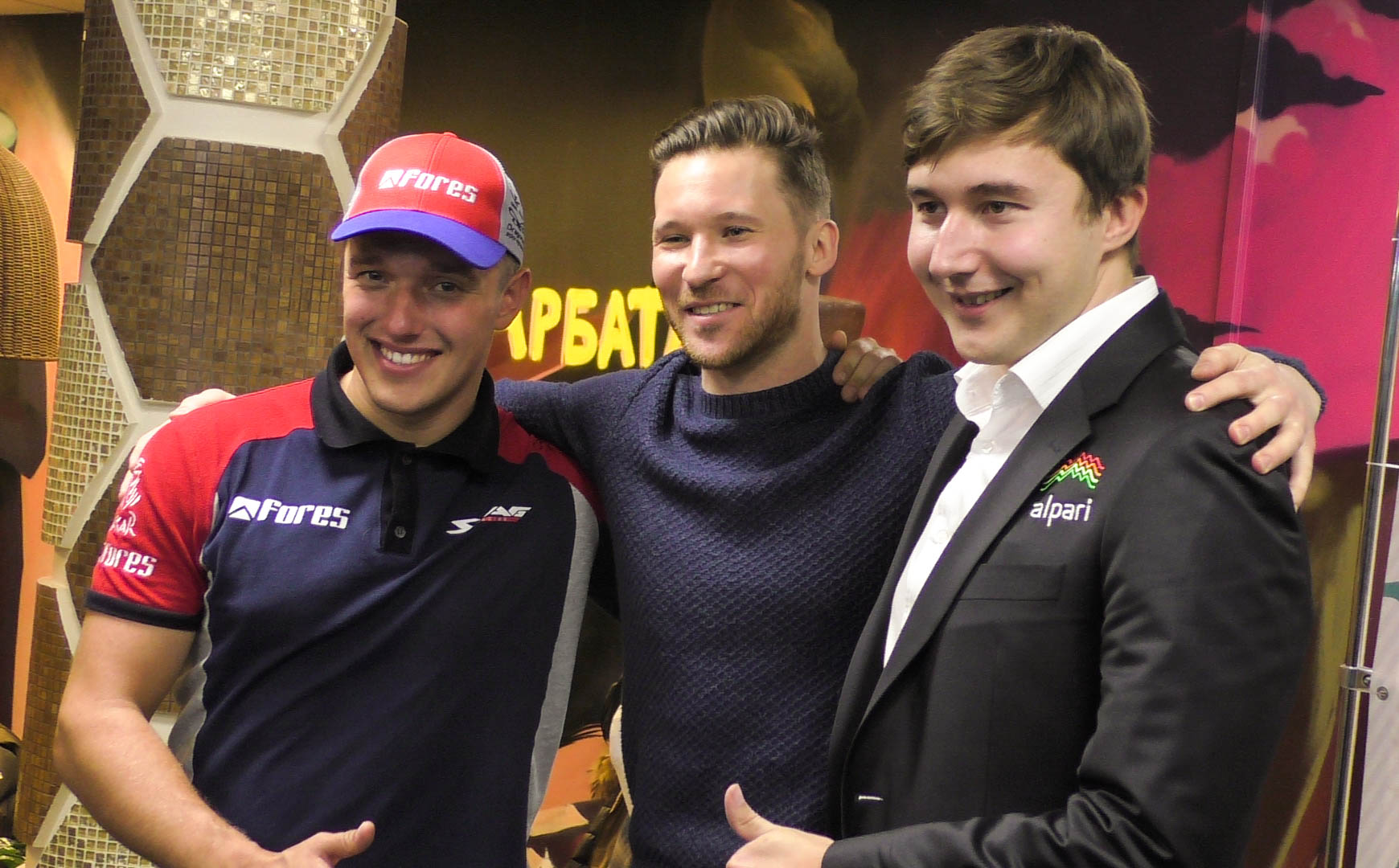
С тёзками-чемпионами — автогонщиком и пятиборцем, 2017

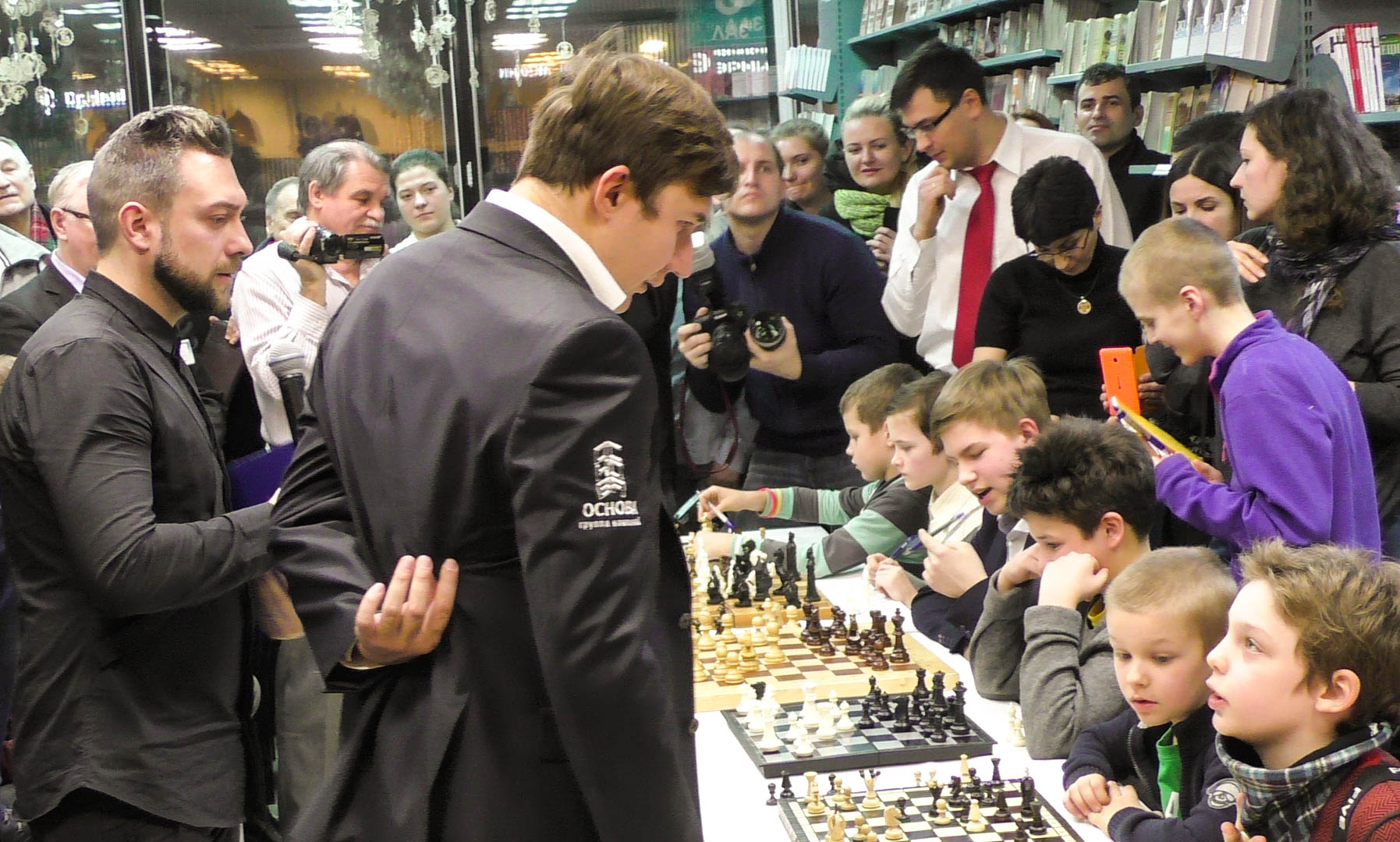
Сеанс одновременной игры в Московском доме книги, 2017

Занял чистое последнее место на Norway Chess 2017, в конце 2017 года занял 8-е место на London Chess Classic.
Не стоит никого обманывать — 2017 год был для меня неудачным. Здесь можно долго анализировать, почему так получилось. Может быть, я слишком выложился в 2016 году на чемпионатах мира по "классике", быстрым шахматам и блицу. А потом у меня был период большой общественной деятельности, я вошел в состав Общественной палаты (при президенте России). Занимался популяризацией шахмат: много ездил по регионам России, давал немало сеансов одновременной игры, встречался с детьми. Вроде бы все эти дела благие, но при этом важно не забывать о главном. Думаю, что я нашел свой индивидуальный путь — я не отказываюсь от популяризации шахмат, но перед важными соревнованиями закрываюсь от внешнего мира, выключаю телефон и начинаю готовиться. Надеюсь, что этот год помог мне стать сильнее.
В апреле 2018 года принял участие в Мемориале Гашимова, заняв 3-е место с результатом 5 из 9 (+1−0=8).
В марте 2019 стал победителем командного чемпионата мира в составе сборной России. Карякин играл на 1-й доске.
В декабре 2020 года занял 2-е место на чемпионате России. На протяжении всего турнира Карякин вровень шёл с Непомнящим, но в решающем туре его обыграл Даниил Дубов.
Вышел в финал Кубка мира 2021 и получил возможность участвовать в турнире претендентов 2022. В финале Кубка проиграл Яну-Кшиштофу Дуде.
В декабре 2021 года участвовал в чемпионате мира по рапиду, где поделил 5-11 места с результатом 9 из 13.
В январе 2022 года сыграл в Tata Steel — последнем турнире перед дисквалификацией. Поделил 5-6 места с Йорденом ван Форестом, набрав 7 из 13.

### Дисквалификация
В феврале 2022 года публично поддержал вторжение России на Украину, инициативу сбора денежных средств для военных ДНР, а также опубликовал открытое письмо в поддержку Владимира Путина в Instagram. Политическая позиция Карякина стала причиной прекращения общения с Непомнящим — Карякин осудил его за антивоенную позицию.
21 марта 2022 года комиссия ФИДЕ по этике и дисциплине дисквалифицировала Карякина на 6 месяцев за «нанесение ущерба репутации шахмат» в связи с его поддержкой российского вторжения в Украину. По этой причине он не имел возможности участвовать в турнире претендентов 2022, вместо него играл Дин Лижэнь. ФШР подала апелляцию, которая была отклонена. После окончания дисквалификации Карякин заявил, что принципиально не будет выступать под нейтральным флагом.
17 апреля Карякин, после того как Chess.com отстранил его от участия в призовых турнирах, обратился в Роскомнадзор и призвал заблокировать сайт из-за статьи «О войне в Украине». 24 апреля Chess.com был заблокирован для россиян, так как администраторы портала использовали сетевой протокол HTTPS, не позволяющий заблокировать конкретную страницу сайта.

### После дисквалификации

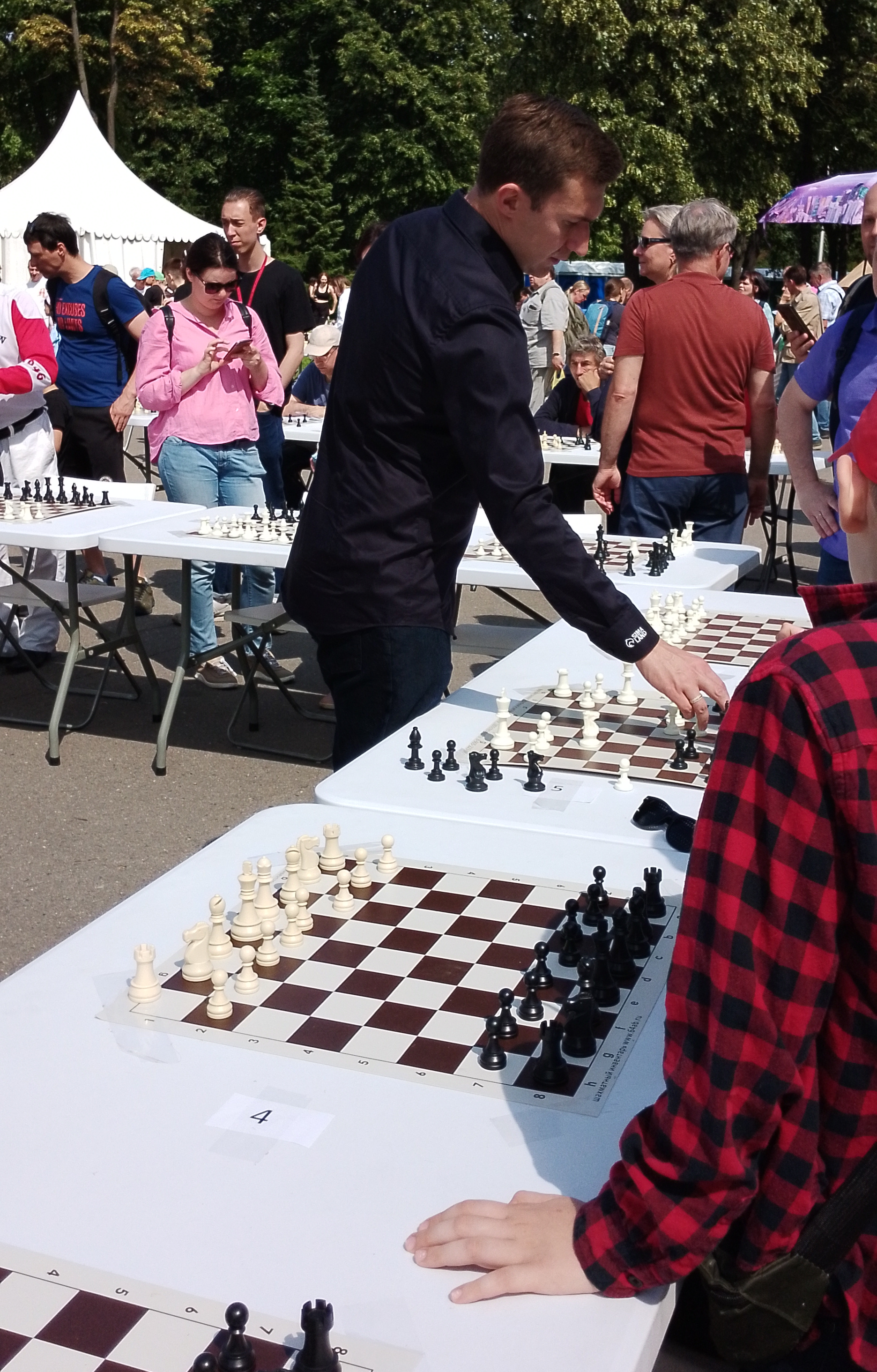
Сергей Карякин (сеанс в «Лужниках» в 2023 г.)

С 2022 года Карякин проводит в Московской области «Кубки Сергея Карякина», во время фестиваля даёт сеансы одновременной игры. С 2023 года работает в Уральском институте управления в Екатеринбурге. В феврале 2023 году был избран президентом Федерации шахмат Подмосковья. Вместе с Екатериной Волковой Карякин выпускает шахматные книги для детей серии «Шахматная школа Сергея Карякина». При участии Карякина во многих регионах России открылись школы, которые названы его именем.
В октябре 2022 года выиграл рапид-турнир «Шахматные Звёзды» в Москве и занял общее 2-е место после Владислава Артемьева. В январе 2023 года занял общее 1-е место на таком же турнире.
Карякин отказался играть под нейтральным флагом, поэтому в феврале 2023 года был исключён из классического рейтинга — не сыграл за год ни одной партии. С февраля 2022 года по апрель 2024 года сыграл только 2 партии — в составе сборной Московской области занял 3-е место на командном чемпионате России. 31 мая 2023 года вернулся в рейтинг-лист с показателем 2750 и занимал 11 место. В мае 2024 года отказался от участия в составе сборной России на играх БРИКС также из-за нежелания выступать под нейтральным флагом.
В декабре 2023 года выиграл Кубок ГК «Регион» в Москве. В июле 2024 года сыграл в круговом рапид-турнире с участием сильных гроссмейстеров и разделил 4-5 места. В рамках Международного шахматного форума Moscow Open 2024 сыграл матч с Эрнесто Инакриевым — 4 партии в рапид на 4-х досках одновременно, 2½ — 1½ в пользу Инаркиева и 6½ — 1½ в блиц в пользу Карякина.

## Борьба за титул чемпиона мира

### 2016

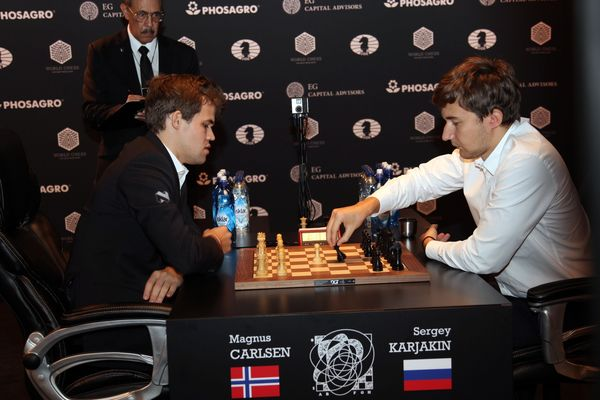
Тай-брейк матча

Карякин одержал победу в турнире претендентов 2016, выиграв в последнем туре у Фабиано Каруаны. Карякин выбрал самый известный для себя дебют королевской пешки, хотя мог сыграть безопасный закрытый дебют Рети. Соперник применил острую сицилианскую защиту — ему тоже надо было побеждать, учитывая турнирное положение. Получилась сложная обоюдоострая позиция с разносторонними рокировками, спустя 3 часа другие турнирные партии завершились вничью, а значит Карякина тоже устраивала ничья. Однако он начал играть на победу и атаковать застрявшего в центре короля Каруаны. К 30-му ходу позиция была равная, и Карякин пожертвовал пешку ради вскрытия позиции, затем пожертвовал ладью, и на 42-м ходу ставил форсированный мат.
[Event "FIDE Candidates 2016"]
[Site "Moscow RUS"]
[Date "2016.03.28"]
[Round "14.4"]
[White "Karjakin, Sergey"]
[Black "Caruana, F."]
[Result "1-0"]
[WhiteElo "2760"]
[BlackElo "2794"]
[Variant "Standard"]
[TimeControl "-"]
[ECO "B67"]
[Opening "Sicilian Defense: Richter-Rauzer Variation, Neo-Modern Variation"]
[Termination "Normal"]
[Annotator "lichess.org"]
1. e4 c5 2. Nf3 Nc6 3. d4 cxd4 4. Nxd4 Nf6 5. Nc3 d6 6. Bg5 e6 7. Qd2 a6 8. O-O-O Bd7 { B67 Sicilian Defense: Richter-Rauzer Variation, Neo-Modern Variation } 9. f4 h6 10. Bh4 b5 11. Bxf6 gxf6 12. f5 Qb6 13. fxe6 fxe6 14. Nxc6 Qxc6 15. Bd3 h5 16. Kb1 b4?! { (0.52 → 1.27) Inaccuracy. O-O-O was best. } (16... O-O-O 17. Rhf1 Be7 18. Ne2 Rdg8 19. Nf4 h4 20. e5 f5 21. exd6 Bg5 22. Qb4 Bxf4 23. Qxf4) 17. Ne2 Qc5 18. Rhf1 Bh6 19. Qe1 a5 20. b3 Rg8 21. g3 Ke7 22. Bc4 Be3?! { (0.59 → 1.16) Inaccuracy. h4 was best. } (22... h4 23. gxh4) 23. Rf3?! { (1.16 → 0.47) Inaccuracy. Nf4 was best. } (23. Nf4 Raf8 24. Nd3 Qg5 25. Rf3 Ba7 26. Nf4 Qe5 27. Rfd3 h4 28. Rxd6 Qxd6 29. Rxd6 Kxd6) 23... Rg4 24. Qf1 Rf8 25. Nf4 Bxf4 26. Rxf4 a4 27. bxa4 Bxa4 28. Qd3 Bc6 29. Bb3 Rg5 30. e5 Rxe5 31. Rc4 Rd5 32. Qe2 Qb6 33. Rh4 Re5 34. Qd3 Bg2 35. Rd4 d5 36. Qd2 Re4? { (0.00 → 1.62) Mistake. Bf3 was best. } (36... Bf3 37. Rxb4) 37. Rxd5 exd5 38. Qxd5 Qc7?? { (1.66 → 4.97) Blunder. Rd4 was best. } (38... Rd4 39. Qxd4 Qxd4 40. Rxd4 Rb8 41. Bc4 Bh3 42. Rf4 Bd7 43. Kb2 Be8 44. Re4+ Kf8 45. Kb3) 39. Qf5 Rf7?! { (4.74 → 6.67) Inaccuracy. Qc6 was best. } (39... Qc6 40. Qh7+ Ke8 41. Qxh5+ Ke7 42. Bd5 Qd6 43. Bxe4 Qxd1+ 44. Qxd1 Bxe4 45. Qd4 f5 46. Qxb4+) 40. Bxf7 Qe5?? { (6.43 → Mate in 8) Checkmate is now unavoidable. Re5 was best. } (40... Re5 41. Qh7) 41. Rd7+ Kf8 42. Rd8+ { Black resigns. } 1-0
|   | a               | b  | c               | d  | e              | f  | g                | h               |   |  |
| 8 | a8              | b8 | c8              | d8 | e8             | f8 | g8               | h8              | 8 |  |
| 7 | a7              | b7 | c7              | d7 | e7             | f7 | g7 чёрный король | h7              | 7 |  |
| 6 | a6              | b6 | c6              | d6 | e6 белый ферзь | f6 | g6               | h6              | 6 |  |
| 5 | a5              | b5 | c5 чёрный ферзь | d5 | e5 чёрный конь | f5 | g5               | h5 чёрная пешка | 5 |  |
| 4 | a4              | b4 | c4              | d4 | e4 белая пешка | f4 | g4               | h4 белая пешка  | 4 |  |
| 3 | a3              | b3 | c3              | d3 | e3             | f3 | g3 белая пешка   | h3              | 3 |  |
| 2 | a2 чёрная пешка | b2 | c2              | d2 | e2             | f2 | g2 белый слон    | h2 белый король | 2 |  |
| 1 | a1              | b1 | c1              | d1 | e1             | f1 | g1               | h1              | 1 |  |
|   | a               | b  | c               | d  | e              | f  | g                | h               |   |  |

Благодаря победе в турнире сыграл с 11 по 30 ноября матч с чемпионом мира Магнусом Карлсеном в Нью-Йорке. 12 партий с классическим контролем закончились со счётом 6:6: каждый шахматист выиграл по одной партии, остальные 10 завершились вничью. Карякин открыл счёт в 8-й партии после того, как Карлсен начал играть на победу и проиграл (финальная позиция на диаграмме), допустив несколько неточностей. В 10-й партии Карлсен сравнял счёт, после длительного маневрирования, которое усыпило бдительность Карякина.
На тай-брейке шахматисты сыграли 4 партии в рапид. Карякин сумел свести вничью непростые для него первую и вторую партии, но в третьей и четвёртой проиграл и не смог завоевать титул чемпиона мира. По итогам матча Карякин получил прозвище «министр обороны» — он защищал худшие позиции, особенно в 3-й и 4-й партии против чемпиона мира, который известен своим умением «выжимать воду из камня».
В конце 2016 года Карякин победил Карлсена на тай-брейке чемпионата мира по блицу (оба набрали 16,5 очков и разделили 1-е место), став впервые в карьере чемпионом мира по блицу.

### 2018
В марте занял 3-е место в турнире претендентов. После шести туров у Карякина было 2 очка и результат «-2». В 9-м туре, при победе над Владимиром Крамником, Карякин выходил на =0 и отставал бы от лидеров на 1 очко. Крамник не смог восстановиться после поражения Каруане в 4-м туре, поэтому пытался играть на победу в каждой следующей партии. Карякин стал играть по флангам — пошёл Rb1 и задвинул пешку «h» до h5, Крамник также пошёл ва-банк уже к 20-му ходу вскрыл игру, сделав ходы пешками на f5 и e5 (что не являлось сильнейшим решением), а на 20-м ходу пожертвовал ладью за пешку ради атаки. Затем Крамник пожертвовал ещё качество, чтобы иметь двух слонов, но компенсации не хватило. Начиная с 30-го хода, Карякин стал строить крепость из фигур вокруг своего короля, чтобы отбить атаку, которая к 41-му ходу закончилась, и Крамник признал своё поражение.
[Event "FIDE Candidates 2018"]
[Site "Berlin GER"]
[Date "2018.03.20"]
[Round "9.4"]
[White "Karjakin, Sergey"]
[Black "Kramnik, V."]
[Result "1-0"]
[WhiteElo "2763"]
[BlackElo "2800"]
[Variant "Standard"]
[TimeControl "-"]
[ECO "D35"]
[Opening "Queen's Gambit Declined: Exchange Variation"]
[Termination "Normal"]
[Annotator "lichess.org"]
1. c4 e6 2. Nc3 d5 3. d4 Nf6 4. cxd5 { D35 Queen's Gambit Declined: Exchange Variation } Nxd5 5. e4 Nxc3 6. bxc3 c5 7. Rb1 Be7 8. Nf3 O-O 9. h4?! { (0.32 → -0.42) Inaccuracy. Bd3 was best. } (9. Bd3 cxd4 10. cxd4 Nc6 11. Bb5 Bb4+ 12. Bd2 a5 13. Bxb4 axb4 14. O-O Rxa2 15. d5 exd5) 9... cxd4 10. cxd4 Nc6?! { (-0.33 → 0.41) Inaccuracy. b6 was best. } (10... b6 11. Qd3 Bb7 12. Qe3 Nc6 13. Bd2 Rc8 14. Be2 Qd6 15. O-O Rfd8 16. Bc3 Qa3 17. Bd2) 11. h5?! { (0.41 → -0.17) Inaccuracy. Bb5 was best. } (11. Bb5 Qd6 12. O-O Rd8 13. Rb3 a6 14. Ba3 Qc7 15. Bxc6 Bxa3 16. Rxa3 Qxc6 17. Qd3 b5) 11... f5?! { (-0.17 → 0.71) Inaccuracy. b6 was best. } (11... b6) 12. exf5 Qa5+ 13. Bd2 Qxf5 14. Bc3 h6 15. Bd3 Qg4 16. Kf1 e5?! { (1.00 → 1.66) Inaccuracy. Bf6 was best. } (16... Bf6) 17. d5 e4 18. dxc6 exf3 19. gxf3 Rxf3? { (1.47 → 2.75) Mistake. Qxf3 was best. } (19... Qxf3 20. Bc4+ Kh8 21. Qxf3 Rxf3 22. cxb7 Bxb7 23. Bxg7+ Kxg7 24. Rxb7 Kf8 25. Bd5 Rd3 26. Rxe7) 20. Be2? { (2.75 → 1.43) Mistake. cxb7 was best. } (20. cxb7 Rxf2+) 20... Rxf2+ 21. Kxf2 Bc5+ 22. Kf1 Qf4+ 23. Bf3 bxc6?! { (1.56 → 2.66) Inaccuracy. Be6 was best. } (23... Be6 24. cxb7) 24. Be1 Be6 25. Bh4 Rf8 26. Kg2 Kh8? { (1.61 → 3.10) Mistake. Rf5 was best. } (26... Rf5) 27. Rc1?! { (3.10 → 1.82) Inaccuracy. Bg3 was best. } (27. Bg3 Qg5 28. Re1 Qf5 29. Rxe6 Qxe6 30. Qe2 Qxe2+ 31. Bxe2 Bb6 32. Rc1 c5 33. Bd3 Re8) 27... Rf5 28. Rc3 Rd5 29. Bxd5 Bxd5+ 30. Rf3 Qg4+ 31. Bg3 Bd6 32. Rh3 Be7 33. Qe2 Be4?! { (1.96 → 2.71) Inaccuracy. Kh7 was best. } (33... Kh7 34. Qf2) 34. Qf2?! { (2.71 → 1.85) Inaccuracy. Rh2 was best. } (34. Rh2 Bd6 35. Kf1 Bxf3 36. Qe8+ Kh7 37. Qg6+ Qxg6 38. hxg6+ Kxg6 39. Bxd6 Bd5 40. Bc5 a5) 34... a5? { (1.85 → 3.70) Mistake. Kg8 was best. } (34... Kg8) 35. a4 c5 36. Rh1 Bf6 37. Re1 Bc6 38. Re3 c4?! { (3.21 → 4.85) Inaccuracy. Qxh5 was best. } (38... Qxh5 39. Qe2 Qd5 40. Re6 Qd7 41. Rd6 Qb7 42. Kf2 Bxf3 43. Qxf3 Qb2+ 44. Kf1 Qb1+ 45. Be1) 39. Qe2 Qxh5 40. Qxc4 Bd7? { (4.44 → 11.23) Mistake. Bb7 was best. } (40... Bb7 41. Kf2) 41. Rd3?! { (11.23 → 6.31) Inaccuracy. Rb3 was best. } { Black resigns. } (41. Rb3 Qh3+ 42. Kf2 Be8 43. Qe4 Qd7 44. Rb8 Qd4+ 45. Qxd4 Bxd4+ 46. Kg2 Kh7 47. Rxe8 Bc5) 1-0

Перед 12-м туром ТП 2018 Каруана был лидером, но если бы его обыгрывал Карякин, то очков у них было бы поровну. Была разыграна русская партия, и на 17-м ходу Карякин применил нестандартную новинку (жертву качества). Расчёт был на то, что после жертвы чёрные не могут начать контригру, а белые наоборот, могут без риска усиливать позицию. Каруана не смог найти какого-либо плана и стал либо ходить королём туда-обратно, либо делать резкие ходы пешками, ослабляя позицию. Карякин тратил много времени, поэтому Каруана пытался запутать его до 38-го хода. Карякин нанёс удар 39.Bxf7!, после которого позиция неизбежно упрощалась, оставляя за ним решающее преимущество. Карякин обыграл Каруану в 12-м туре, но тот удачно выиграл партии у Левона Ароняна и Александра Грищука, и в итоге занял 1-е место. Карякин показал результат 8 из 14 (+4−2=8), отстав на 1 очко от Каруаны.
[Event "FIDE Candidates 2018"]
[Site "Berlin GER"]
[Date "2018.03.24"]
[Round "12.3"]
[White "Karjakin, Sergey"]
[Black "Caruana, F."]
[Result "1-0"]
[WhiteElo "2763"]
[BlackElo "2784"]
[Variant "Standard"]
[TimeControl "-"]
[ECO "C42"]
[Opening "Petrov's Defense: Nimzowitsch Attack"]
[Termination "Normal"]
[Annotator "lichess.org"]
1. e4 e5 2. Nf3 Nf6 3. Nxe5 d6 4. Nf3 Nxe4 5. Nc3 { C42 Petrov's Defense: Nimzowitsch Attack } Nxc3 6. dxc3 Nc6 7. Be3 Be7 8. Qd2 Be6 9. O-O-O Qd7 10. a3 h6 11. Nd4 Nxd4 12. Bxd4 Rg8 13. Be2 c5 14. Be3 d5 15. f4 O-O-O 16. Bf3 Bg4 17. Bxd5 Bxd1 18. Rxd1 Qc7 19. c4 Rge8 20. Qf2 b6 21. g4 Bf6 22. Kb1 Rd7 23. Rd3 g5 24. Ka2 Ree7?! { (0.69 → 1.47) Inaccuracy. Kb8 was best. } (24... Kb8) 25. Qf3 Kd8 26. Bd2 Kc8 27. Qf1 Rd6?! { (1.40 → 2.13) Inaccuracy. Qb8 was best. } (27... Qb8 28. Qh3 gxf4 29. Qxh6 Be5 30. Qg5 Qc7 31. h4 b5 32. Qf5 Kb8 33. Rb3 a6 34. g5) 28. fxg5 Bxg5 29. Bxg5 hxg5 30. Qf5+ Rdd7 31. Qxg5 Qe5 32. Qh6 Kd8? { (1.69 → 3.65) Mistake. f6 was best. } (32... f6 33. h4 Rd6 34. Rf3 Kc7 35. Qg6 b5 36. h5 f5 37. Qxf5 bxc4 38. Bf7 Rb6 39. Qxe5+) 33. g5 Qd6 34. Qh8+ Re8 35. Qh4 Qg6 36. Qg4 Re5 37. h4 Ke7?! { (3.55 → 4.46) Inaccuracy. Kc7 was best. } (37... Kc7) 38. Rd2 b5?! { (4.30 → 5.83) Inaccuracy. Qf5 was best. } (38... Qf5 39. Qg3 Rdxd5 40. cxd5 Rxd5 41. Re2+ Kd7 42. Qb8 Rd4 43. c4 Qd3 44. Qxa7+ Kc6 45. Qa8+) 39. Bxf7 Qf5 40. Rxd7+ Kxd7 41. Qxf5+ Rxf5 42. g6 Ke7 43. cxb5 Rh5?! { (4.73 → 7.40) Inaccuracy. c4 was best. } (43... c4 44. Bxc4) 44. c4 Rxh4 45. a4 Rg4?! { (5.87 → 8.58) Inaccuracy. Kf6 was best. } (45... Kf6 46. a5) 46. a5 Kd6 47. a6 Kc7 48. Kb3 { Black resigns. } 1-0

## Общественная и политическая деятельность

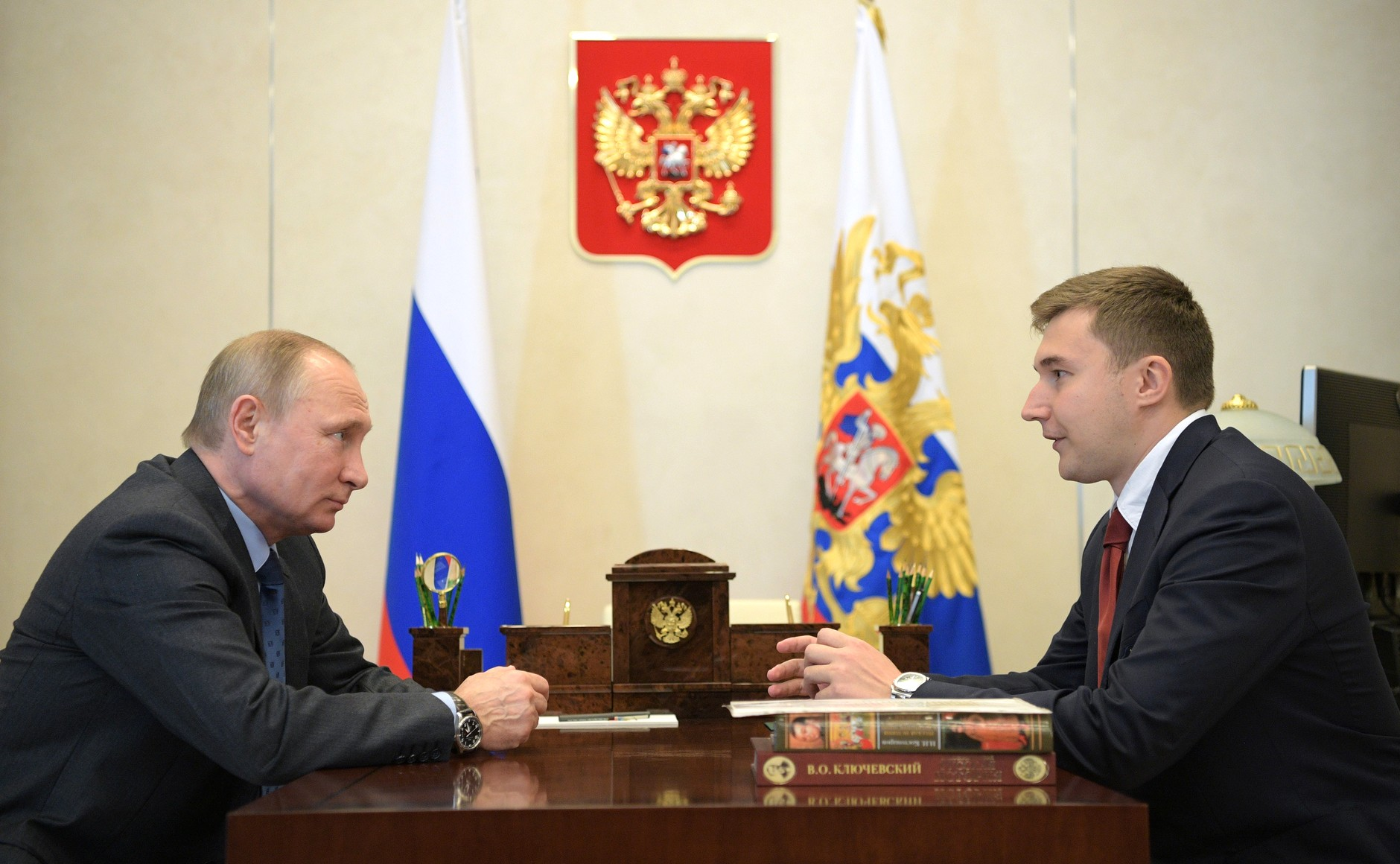
Встреча с Путиным, 2017

Активно поддерживает российское правительство и его политику по отношению к Украине. В 2014 году поддержал аннексию Россией украинского Крыма и войну на востоке Украины. После аннексии Крыма Сергей Карякин опубликовал в Instagram свою фотографию в футболке с портретом Путина и надписью: «Своих не бросаем».
В марте 2017 года вошёл в состав Общественной палаты Российской Федерации VI состава по предложению президента Путина. Также является членом Комиссии по физической культуре и популяризации здорового образа жизни.
В ходе президентских выборов 2018 года был доверенным лицом Владимира Путина.
В 2022 году вошёл в центральный штаб Общероссийского народного фронта.

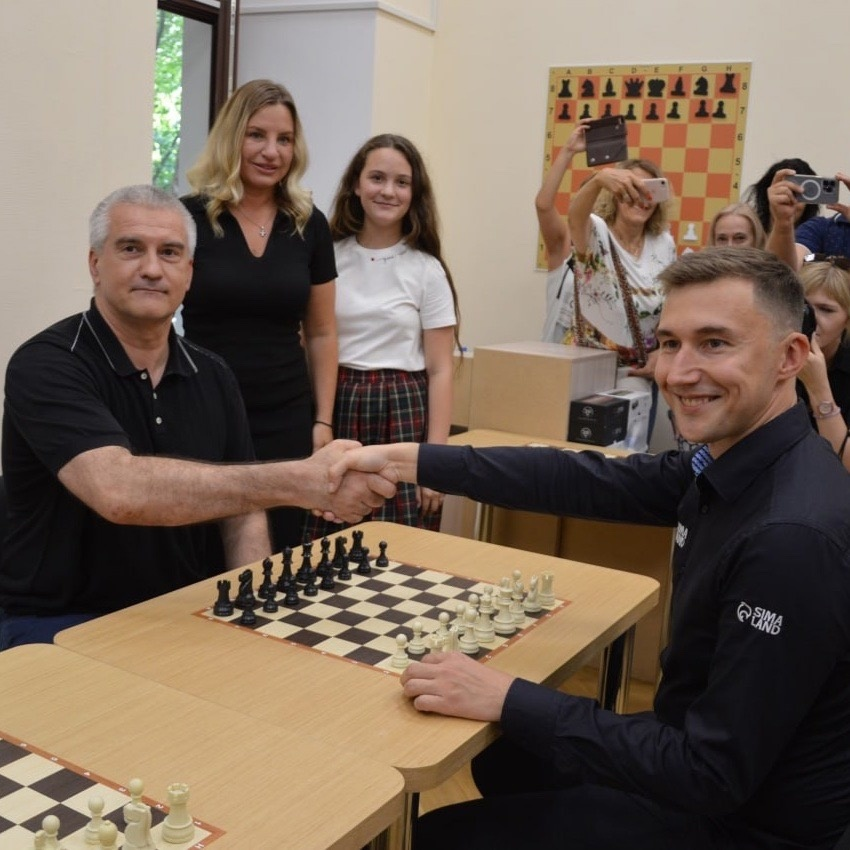
2 августа 2023 года Сергей Аксёнов и Сергей Карякин открыли после реставрации Спортивную школу по шахматам и шашкам в Симферополе символической партией

В 2023 году вошёл в состав инициативной группы «Команда Путина» по выдвижению его кандидатом на президентские выборы в 2024 году.
2 августа 2023 года вместе с главой аннексированного Крыма Сергеем Аксёновым открыл занятия в Симферопольской спортивной школе по шахматам и шашкам. После двух начальных ходов символической партии игроки согласились на ничью.
Согласно международному журналистскому проекту Kremlin Leaks, входил в состав выступавшей перед российскими военными «агитбригады» российских звёзд. Сам проект курировался провластным АНО «Интеграция».
В мае 2024 года попросил руководителя Роскомнадзора Андрея Липова ограничить доступ к творчеству некоторых украинских исполнителей (в том числе группы «Океан Ельзи», группы «Бумбокс» и рэпера Clonnex), которое якобы дискредитирует Вооружённые силы Российской Федерации и содержит признаки экстремизма.
В июле 2024 года был выдвинут на пост сенатора от законодательного органа Республики Крым.
Член партии «Единая Россия».

## Санкции
19 октября 2022 года, после российского вторжения в Украину, Карякин внесён в санкционный список Украины, лиц «которые публично призывают к агрессивной войне, оправдывают и признают законной вооруженную агрессию РФ против Украины». Ранее Карякин был внесён ФБК в список коррупционеров и разжигателей войны за публичную поддержку действиям российской армии на Украине, с предложением введения против него международных санкций.
24 февраля 2025 года внесён в санкционный список всех стран Евросоюза:

Сергей Карякин — сенатор Совета Федерации РФ, представляющий незаконно аннексированный Крым, начиная с 12 сентября 2024 года. Ранее он был шахматным гроссмейстером, но был отстранен от работы из-за своих заявлений в поддержку агрессивной войны России против Украины. Он продолжал поддерживать войну, в том числе опубликовал открытое письмо президенту Владимиру Путину, посещал оккупированные Россией украинские территории и собирал военное снаряжение в поддержку российских вооружённых сил. — «Официальный журнал Европейского союза», Брюссель, 24 февраля 2025 года

## Личная жизнь
Был женат на Екатерине Должиковой. С 17 мая 2014 года — в браке с Галией Камаловой, которая работала секретарём шахматной федерации Москвы. В 2015 году у пары родился сын Алексей, 27 июля 2017 года родился второй сын Михаил.
Вероисповедание — православие.

## Награды
- Орден «За заслуги» III степени (2004)[125];
- Заслуженный мастер спорта Украины (2005)[126];
- Гроссмейстер России (2011)[127];
- Заслуженный мастер спорта России (2014)[128],
- Медаль ордена «За заслуги перед Марий Эл» (2020)[129];
- Медаль ордена «За заслуги перед Отечеством» II степени (2022)[130];

## Таблица выступлений
| Дата | Город           | Турнир                                           | +  | − | н  | Результат | Место |
| ---- | --------------- | ------------------------------------------------ | -- | - | -- | --------- | ----- |
| 2005 | Беэр-Шева       | Командный чемпионат мира                         | 2  | 0 | 5  | 4½ из 7   | 4     |
| 2006 | Форос           | Международный турнир                             | 1  | 3 | 7  | 4½ из 11  | 9—10  |
| 2007 | Вейк-ан-Зее     | 69-й международный турнир                        | 3  | 3 | 7  | 6½ из 13  | 7—8   |
| 2007 | Форос           | Международный турнир                             | 3  | 0 | 8  | 7 из 11   | 2     |
| 2007 | Ханты-Мансийск  | Кубок мира по шахматам 2007 ФИДЕ                 |    |   |    |           | 3—4   |
| 2008 | Форос           | Международный турнир                             | 2  | 1 | 8  | 6 из 11   | 3     |
| 2008 | Сочи            | Этап Гран-при ФИДЕ                               | 3  | 2 | 8  | 7 из 13   | 5—7   |
| 2009 | Вейк-ан-Зее     | 71-й международный турнир                        | 5  | 2 | 6  | 8 из 13   | 1     |
| 2009 | Нальчик         | Этап Гран-при ФИДЕ                               | 3  | 4 | 6  | 6 из 13   | 8—11  |
| 2009 | Джермук         | Этап Гран-при ФИДЕ                               | 2  | 1 | 10 | 7 из 13   | 7     |
| 2009 | Бильбао         | Финальный турнир «Большого шлема»                | 1  | 1 | 4  | 7 из 18   | 3     |
| 2010 | Сочи            | Командный чемпионат России                       |    |   |    |           | 1     |
| 2010 | Вейк-ан-Зее     | 72-й международный турнир                        | 2  | 1 | 10 | 7 из 13   | 6—7   |
| 2010 | Москва          | 5-й мемориал Таля                                | 2  | 0 | 7  | 5½ из 9   | 1—3   |
| 2010 | Москва          | Суперфинал 63-го чемпионата России               | 4  | 1 | 6  | 7 из 11   | 1—2   |
| 2010 | Ханты-Мансийск  | Шахматная олимпиада 2010                         | 6  | 0 | 4  | 8 из 10   | 2     |
| 2011 | Медиаш          | Международный турнир                             | 3  | 0 | 7  | 6½ из 10  | 1—2   |
| 2011 | Москва          | Суперфинал 64-го чемпионата России               | 2  | 1 | 4  | 4 из 7    | 4     |
| 2011 | Москва          | 6-й мемориал Таля                                | 1  | 0 | 8  | 5 из 9    | 3     |
| 2012 | Москва          | Аэрофлот Опен                                    | 12 | 0 | 6  | 15 из 18  | 1     |
| 2012 | Сочи            | Командный чемпионат России                       | 4  | 0 | 3  | 5½ из 7   | 1     |
| 2012 | Дортмунд        | Международный турнир                             | 3  | 0 | 6  | 6 из 9    | 1—2   |
| 2012 | Москва          | Суперфинал 65-го чемпионата России               | 1  | 0 | 8  | 5 из 9    | 2     |
| 2012 | Стамбул         | Шахматная олимпиада 2012                         | 4  | 0 | 6  | 7 из 10   | 2     |
| 2012 | Ташкент         | Этап Гран-При ФИДЕ                               | 3  | 1 | 7  | 6½ из 11  | 1—3   |
| 2013 | Москва          | Аэрофлот Опен                                    |    |   |    |           | 1     |
| 2013 | Сочи            | Командный чемпионат России                       | 0  | 1 | 5  | 2½ из 6   | 2     |
| 2013 | Ставангер       | Международный турнир в Ставангере                | 5  | 2 | 2  | 6 из 9    | 1     |
| 2013 | Киев            | Сбербанк open                                    |    |   |    |           | 1     |
| 2013 | Нижний Новгород | Суперфинал 66-го чемпионата России               | 1  | 1 | 7  | 4½ из 9   | 7     |
| 2013 | Анталия         | Командный чемпионат мира                         | 3  | 0 | 5  | 5½ из 8   | 1     |
| 2014 | Вайк-ан-Зее     | 76-й международный турнир                        | 4  | 2 | 5  | 6½ из 11  | 2—3   |
| 2014 | Ханты-Мансийск  | Турнир претендентов                              | 3  | 2 | 9  | 7½ из 14  | 2     |
| 2014 | Сочи            | Командный чемпионат России                       | 1  | 0 | 6  | 4 из 7    | 1     |
| 2014 | Ставангер       | Международный турнир в Ставангере                | 4  | 1 | 4  | 6 из 9    | 1     |
| 2014 | Бильбао         | Клубный Кубок Европы                             | 0  | 1 | 4  | 2 из 5    | 3     |
| 2014 | Казань          | Суперфинал 67-го чемпионата России               | 1  | 2 | 6  | 4 из 9    | 8—10  |
| 2014 | Баку            | Этап Гран-При ФИДЕ                               | 2  | 1 | 8  | 6 из 11   | 3—7   |
| 2015 | Чита            | Суперфинал 68-го чемпионата России               | 3  | 0 | 8  | 7 из 11   | 2     |
| 2015 | Баку            | Кубок мира по шахматам 2015                      |    |   |    |           | 1     |
| 2015 | Фуюань и Харбин | Товарищеский матч между командами России и Китая |    |   |    | 5 из 5    | 1     |
| 2016 | Москва          | Турнир претендентов                              | 4  | 1 | 9  | 8½ из 14  | 1     |
| 2020 | Москва          | 73-й чемпионат России по шахматам                |    |   |    |           | 2     |
| 2021 | Сочи            | Кубок мира по шахматам 2021                      |    |   |    |           | 2     |
| 2022 | Вейк-ан-Зее     | 84-й международный турнир                        | 3  | 2 | 8  | 7 из 13   | 5—6   |

| Рапид и блиц | Рапид и блиц | Рапид и блиц                                                    | Рапид и блиц | Рапид и блиц | Рапид и блиц | Рапид и блиц               | Рапид и блиц |
| Дата         | Город        | Турнир                                                          | +            | −            | н            | Результат                  | Место        |
| ------------ | ------------ | --------------------------------------------------------------- | ------------ | ------------ | ------------ | -------------------------- | ------------ |
| 2010         | Одесса       | Кубок мира по быстрым шахматам                                  |              |              |              |                            | 1            |
| 2012         | Астана       | Чемпионат мира по быстрым шахматам                              | 10           | 2            | 3            | 11½ из 15                  | 1            |
| 2012         | Астана       | Чемпионат мира по блицу                                         | 13           | 6            | 11           | 18½ из 30                  | 3            |
| 2012         | Пекин        | Всемирные интеллектуальные игры (рапид, блиц, баскские шахматы) | 2 12 2       | 3 2 4        | 2 1          | 3 из 7 12½ из 15 2½ из 7   | 12 1 13      |
| 2013         | Пекин        | Всемирные Интеллектуальные игры (рапид, блиц, баскские шахматы) | 3 15 7       | 3 6 0        | 1 9 3        | 3½ из 7 19½ из 30 8½ из 10 | 8 1          |
| 2016         | Доха         | Чемпионат мира по быстрым шахматам                              | 6            | 3            | 6            | 9 из 15                    | 19           |
| 2016         | Доха         | Чемпионат мира по блицу                                         | 13           | 1            | 7            | 16½ из 21                  | 1            |
| 2022         | Москва       | --                                                              |              |              |              |                            | 1            |
| 2022         | Москва       | Турнир «Шахматные звёзды» (рапид, блиц)                         |              |              |              |                            | 2            |
| 2022         | Москва       | Турнир «Шахматные звёзды» (блиц)                                |              |              |              |                            | 1            |
| 2023         | Москва       | Турнир «Шахматные звёзды» (блиц, рапид)                         |              |              |              |                            | 1            |